# Artemisia polysticha
Artemisia polysticha là một loài thực vật có hoa trong họ Cúc. Loài này được Poljakov mô tả khoa học đầu tiên năm 1954.